# Liste der Baudenkmale in Neddemin
In der Liste der Baudenkmale in Neddemin sind alle denkmalgeschützten Bauten der Gemeinde Neddemin (Mecklenburg-Vorpommern) und ihrer Ortsteile aufgelistet. Grundlage ist die Veröffentlichung der Denkmalliste des Landkreises Mecklenburg-Strelitz mit dem Stand vom 18. März 2011. 

## Baudenkmale nach Ortsteilen

### Neddemin
| ID | Lage                           | Bezeichnung                                       | Beschreibung | Bild                                              |
| -- | ------------------------------ | ------------------------------------------------- | --- | ------------------------------------------------- |
|    | Bahnhof 4 (Karte)              | Wohnhaus                                          | |                                                   |
|    | Bahnhof 5 (Karte)              | Wohnhaus                                          | |                                                   |
|    | Bahnhof 6 (Karte)              | Wohnhaus                                          | |                                                   |
|    | Bahnhof 7/8 (Karte)            | Bahnhofsempfangsgebäude                           | |                                                   |
|    | Hauptstraße 2, 3, 4, 5 (Karte) | ehem. Gutsscheune                                 | |                                                   |
|    | Hauptstraße 13/14 (Karte)      | Pfarrhof mit Pfarrhaus und Garten                 | |                                                   |
|    | (Karte)                        | Wohnhaus                                          | |                                                   |
|    | Hauptstraße 31 (Karte)         | Gutshaus mit Park                                 | Neoklassizistischer, 1-gesch., 11-achs. sanierter Backsteinbau von um 1880 mit Mittelrisalit, nach 1945 u. a. Schule, nach 1997 saniertes Privathaus. |                                                   |
|    | Hauptstraße 40 (Karte)         | ehem. Gutsstall                                   | |                                                   |
|    | (Karte)                        | Kirche mit Erbbegräbnis und romanischem Taufstein | | Kirche mit Erbbegräbnis und romanischem Taufstein |

### Hohenmin
| ID | Lage                     | Bezeichnung | Beschreibung                                                     | Bild |
| -- | ------------------------ | ----------- | ---------------------------------------------------------------- | ---- |
|    | Dorfstraße 18/19 (Karte) | Gutshaus    | 1-gesch., 11-achsiger Putzbau mit Mansarddach und Mittelrisalit. |      |

## Quelle
- Karte der Baudenkmale im Geoportal des Landkreises

- Karte mit allen Koordinaten:
- OSM |
- WikiMap